# Летово (деревня, Москва)
Летово — деревня в Новомосковском административном округе Москвы (до 1 июля 2012 года в составе Ленинского района Московской области). Входит в состав района Коммунарка.

## Население
| 1859 | 1890 | 1899 | 1926 | 2002 | 2006 | 2010 |
| ---- | ---- | ---- | ---- | ---- | ---- | ---- |
| 63   | ↘56  | ↗70  | ↗251 | ↘56  | ↘47  | ↗178 |

Согласно Всероссийской переписи 2002 года, в деревне проживало 56 человек (23 мужчины и 33 женщины).

## География
Деревня Летово расположена в центральной части Новомосковского административного округа, примерно в 25 км к юго-западу от центра Москвы и 4 км к юго-востоку от центра города Московский, на правом берегу реки Сосенки бассейна Пахры.
В 2 км к юго-востоку от деревни проходит Калужское шоссе А130, в 6 км к северу — Киевское шоссе М3, в 8 км к северо-востоку — Московская кольцевая автодорога, в 11 км к востоку — линия Курского направления Московской железной дороги.
В деревне пять улиц — Барская, Зименковская, Летово-2, Летовская и Летовская Малая, приписано товарищество собственников жилья (ТСЖ). Ближайшие населённые пункты — деревни Зимёнки и Ларёво.

## История
Село Летово упоминается в писцовых книгах Сосенского стана Московского уезда 1627—1628 годов:

…деревня Глухова, а Лѣтово тожъ, на рѣчкѣ Сосенкѣ, помѣстье Ѳедора и Михаила Матвѣевыхъ дѣтей Бутурлиныхъ…— Исторические материалы о церквах и сёлах XVI—XVIII ст.
В 1654 году деревня принадлежала боярину Василию Васильевичу Бутурлину, а затем его сыну Борису, который построил в 1677 году первую деревянную церковь во имя святителя Николая Чудотворца (не сохранилась), после чего деревня стала называться селом.
После смерти Бориса Бутурлина имение в 1696 году перешло к его родному брату Ивану по разделу с вдовой умершего.
С 1701 года Летовом уже владел Никита Иванович Бутурлин, затем его сестра, княгиня Анна Ивановна Долгорукова. Она, в свою очередь, продала село думному дьяку Автоному Ивановичу Иванову, сын которого в 1727 году перепродал село Фёдору Артемьевичу Полибину. В том же году у последнего село было куплено сенатором Иваном Ивановичем Бибиковым.
Его сын Пётр в 1773—1778 гг. построил рядом с деревянной церковью до сих пор существующую каменную во имя Святителя Николая.
В «Списке населённых мест» 1862 года Летово — владельческое село 1-го стана Подольского уезда Московской губернии по правую сторону старокалужского тракта, в 16 верстах от уездного города и 33 верстах от становой квартиры, при речке Сосенке, с 9 дворами, православной церковью и 63 жителями (33 мужчины, 30 женщин).
По данным на 1899 год — село Десенской волости Подольского уезда с 70 жителями, в селе располагалась квартира сотского.
В 1913 году — 8 дворов, имелась школа грамоты.
В материалах Всесоюзной переписи населения 1926 года указаны деревни Летово Большое и Летово Малое Летовского сельсовета Десенской волости Подольского уезда в 1,6 км от Калужского шоссе и 10,7 км от станции Щербинка Курской железной дороги:
- Летово Большое — 201 житель (97 мужчин, 104 женщины), 43 крестьянских хозяйства, сельсовет;
- Летово Малое — 50 жителей (23 мужчины, 27 женщин), 11 крестьянских хозяйств[17][комм. 1].

С 1929 до 2012 гг. — населённый пункт Московской области в составе Красно-Пахорского района (1929—1946); Калининского района (1946—1957); Ленинского района (1957—1960, 1965—2012); Ульяновского района (1960—1963); Ленинского укрупнённого сельского района (1963—1965).
1 июля 2012 года деревня вошла в состав Москвы.

## Инфраструктура
В деревне расположен храм Архангела Михаила XVIII века, в котором находятся частицы мощей дивеевских преподобных.
В 2015 году на территории поселения открылся крупнейший в Новой Москве физкультурно-оздоровительный центр Tennis.ru общей крытой площадью около 9000 м² и несколькими гектарами прилегающей территории. В составе ФОКа — бассейн 25 метров, тренажёрный зал 800 м², батутно-гимнастический центр 650 м², 4 крытых и 5 открытых кортов.
В сентябре 2018 года вблизи Летова на территории около 60 га открылась школа-пансион для одарённых детей 7—11 классов «Летово».

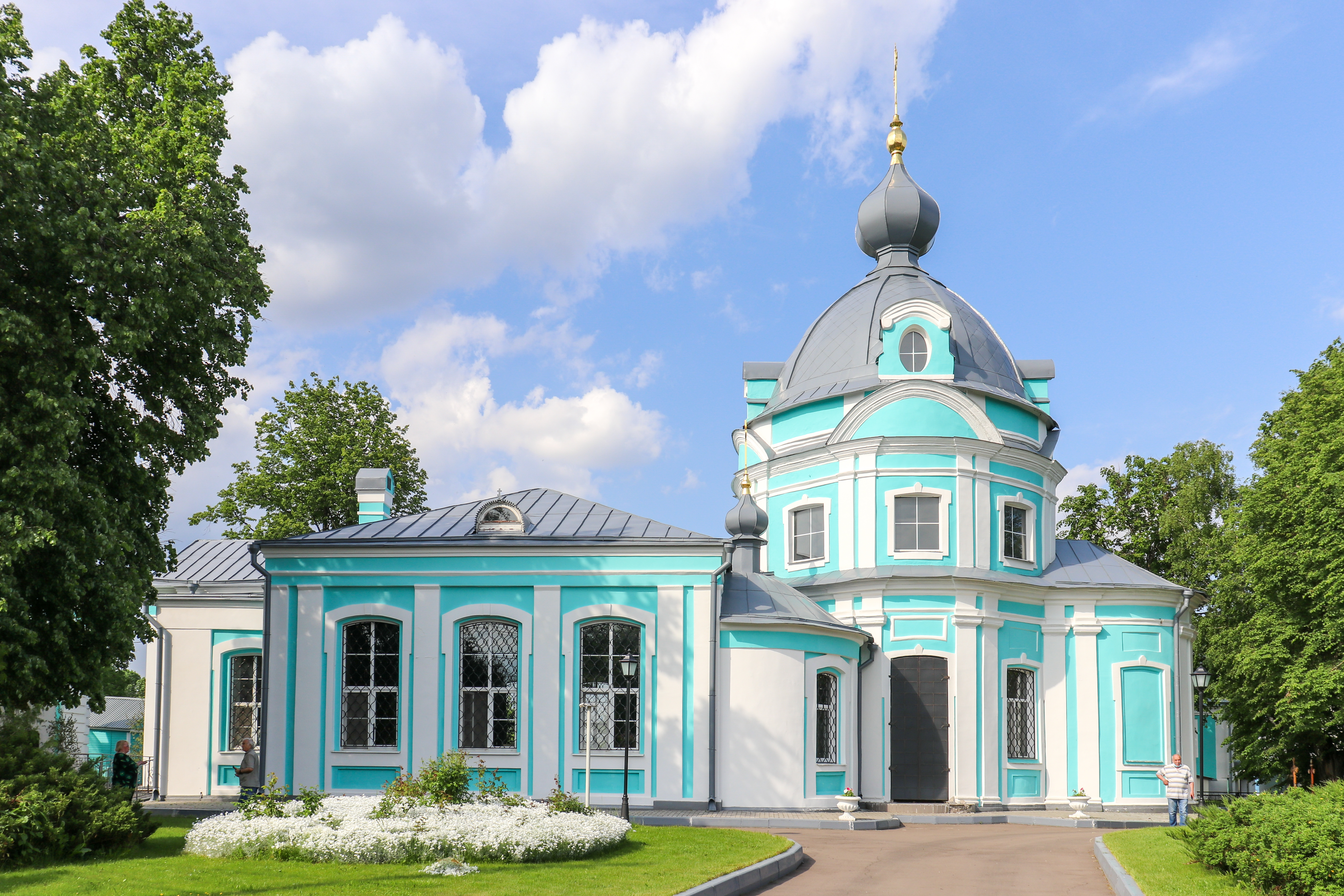
Храм Архангела Михаила
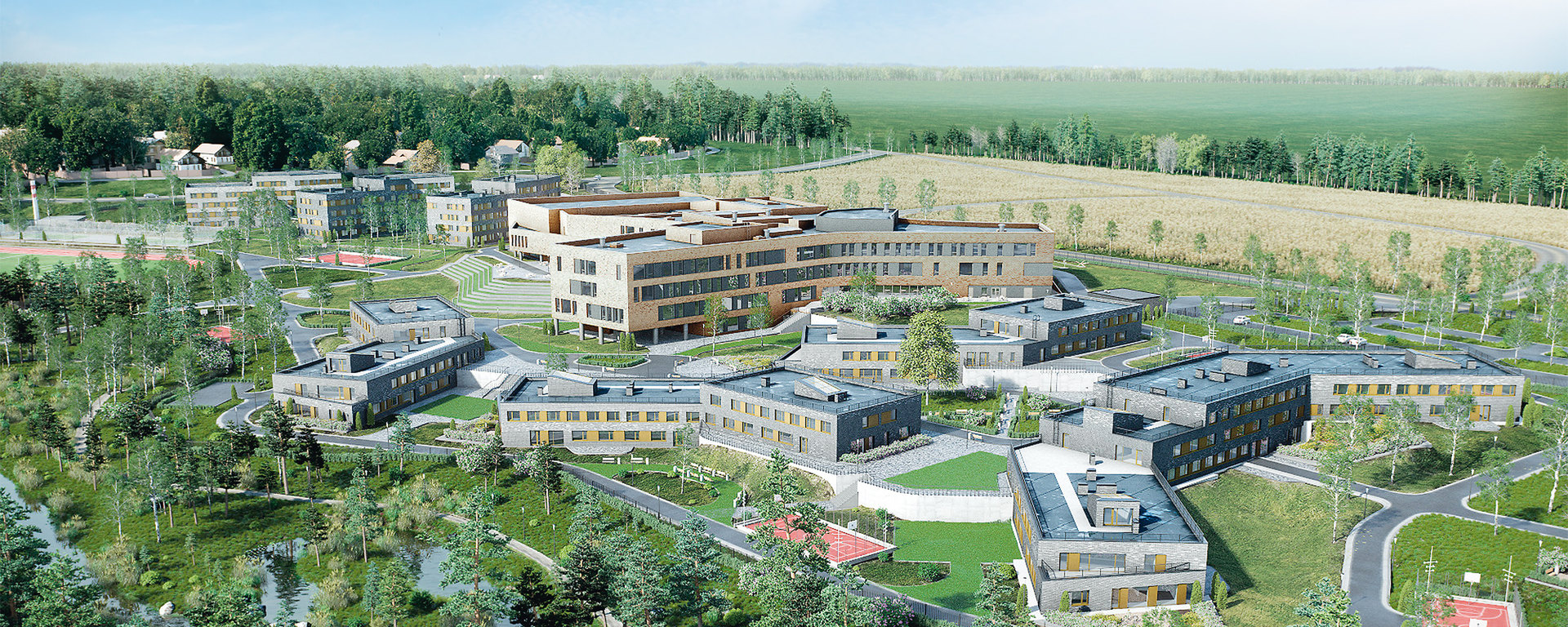
Школа «Летово»

## Комментарии
1. ↑  В таблице раздела «Население» за 1926 год указано суммарное число жителей двух деревень.